# La Faute d'une autre
Pour plus de détails, voir Fiche technique et Distribution.
La Faute d'une autre est un court métrage muet français réalisé par Louis Feuillade sorti en 1910.

## Fiche technique
- Réalisation : Louis Feuillade
- Société de production et de distribution : Société des Établissements L. Gaumont
- Pays de production : France
- Format : Muet - Noir et blanc - 1,33:1 - 35 mm
- Genre : Drame
- Durée : inconnue
- Date de sortie : 
  - France : 2 décembre 1910

## Distribution
- Georgette Faraboni
- Edmond Bréon
- Renée Carl